# Brian Hibbard
Brian Hibbard, född 26 november 1946 i Ebbw Vale, Blaenau Gwent, död 18 juni 2012 i Cardiff, var en brittisk (walesisk) sångare och skådespelare.
Hibbard är kanske mest känd som sångare och en av a cappellagruppen The Flying Pickets grundare. Dessutom medverkade han som skådespelare i TV-serier som Coronation Street och "The History of Tom Jones, a Foundling", i filmer som Twin Town och House of America, samt i teateruppsättningar som Köpmannen i Venedig och Törnrosa.